# Digitoxigenina
Digitoxigenina es un cardenolide con fórmula C23H34O4, especialmente obtenido por hidrólisis de digitoxina (digitoxina es calentada a reflujo en una mezcla de agua, alcohol y ácido clorhídrico), que es la aglicona de digitoxina.